# Yonehiko Kitagawa
Yonehiko Kitagawa (jap. 北川 米彦 Kitagawa Yonehiko; właściwie Kunihiko Kitagawa (jap. 北川 国彦 Kitagawa Kunihiko), ur. 9 czerwca 1931) – japoński seiyū związany z agencją Aoni Production. Jest absolwentem Uniwersytetu Hosei.

## Wybrane role
- 1966: Sally czarodziejka –
  - Mephisto,
  - Kierowca,
  - Charlatan
- 1969: Tygrysia Maska –
  - Michiaki Yoshimura,
  - MistrzArashi,
  - Lionman,
  - Czerwona Maska Śmierci,
  - różne postacie
- 1972: Tryton z morza –
  - Posejdon,
  - narrator
- 1973: Mały Wansa – Rolf
- 1981: Małe Kobietki – Laurence
- 1999: Pokémon – Shimajio
- 2002: Azumanga Daioh – doktor Ishihara
- 2011: Usagi Drop – Makio